# Elias Pratzer

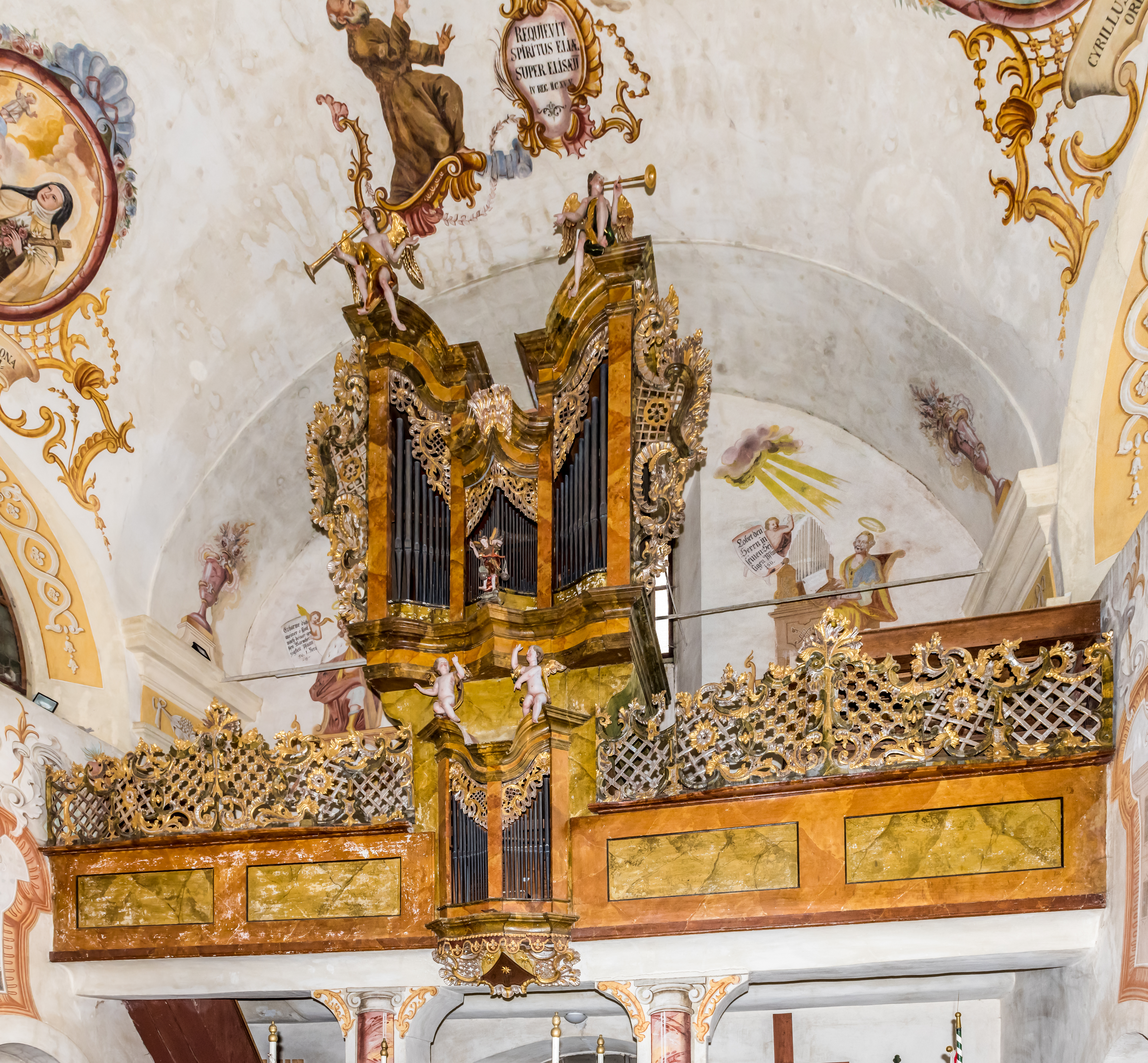
Pfarrkirche Zedlitzdorf

Elias Pratzer (Prazer, Prozer, Pratschker) (* 6. Februar 1700 in Messendorf/Schlesien; † 7. April 1784 in Villach); war ein österreichischer Orgelbauer.

## Leben
Im Taufbuch als „Pratschker“ eingetragen, bezeichnete er sich selbst bei den von ihm gefertigten oder reparierten Orgeln meist als „Pratzer“. 1725 gelangte er nach Südtirol und heiratete 1731 in Villach, wo er eine Werkstätte gründete. Er war auch der Besitzer des Gasthauses „Zum schwarzen Adler“. 1731 arbeitete er als Orgelbauer auch in Friaul.

## Werkliste (Auswahl)
| Jahr     | Ort                 | Gebäude                                           | Bild | Manuale | Register | Bemerkungen                                         |
| -------- | ------------------- | ------------------------------------------------- | ---- | ------- | -------- | --------------------------------------------------- |
| 1725     | Mühlbach (Südtirol) | St. Helena                                        |      | I/P     | 9        |                                                     |
| 1737     | Irschen             | Filialkirche St. Johann im Walde                  |      | I/P     | 6        | [ 1 ]                                               |
| 1742     | Lienz               | Schloss Bruck (Lienz)                             |      | I       | 4        | Tragpositiv                                         |
| 1744     | Rottendorf          | Filialkirche St. Michael (Feldkirchen in Kärnten) |      | I       | 5        | ursprünglich für: Rottendorf bei Feldkirchen gebaut |
| 1756     | Mölbling            | Filialkirche Treffling (Mölbling)                 |      | I/P     | 6        | [ 2 ]                                               |
| 1756     | Althofen            | Bürgerspitalkirche St. Cäcilia                    |      | I       | 4        |                                                     |
| 1759     | Zedlitzdorf         | Pfarrkirche Zedlitzdorf                           |      | I/P     | 9        |                                                     |
| ca. 1760 | Völkermarkt         | Schloss Neudenstein                               |      | I       | 5        |                                                     |
| 1762     | Kirchbach (Kärnten) | Pfarrkirche Kirchbach                             |      | I       | 4        | [ 3 ]                                               |
| 1764     | Hermagor            | Filialkirche Fritzendorf St. Chrysanthus          |      | I       | 5        | [ 4 ]                                               |
| 1765     | Mölbling            | Pfarrkirche Meiselding                            |      | I/P     | 9        | [ 5 ]                                               |